# Saint-Grégoire (Ille-et-Vilaine)
Saint-Grégoire is een gemeente in het Franse departement Ille-et-Vilaine (regio Bretagne). De plaats maakt deel uit van het arrondissement Rennes. Saint-Grégoire telde op 1 januari 2022 9.992 inwoners.

## Geografie
De oppervlakte van Saint-Grégoire bedroeg op 1 januari 2022 17,3 vierkante kilometer; de bevolkingsdichtheid was toen 577,6 inwoners per km².

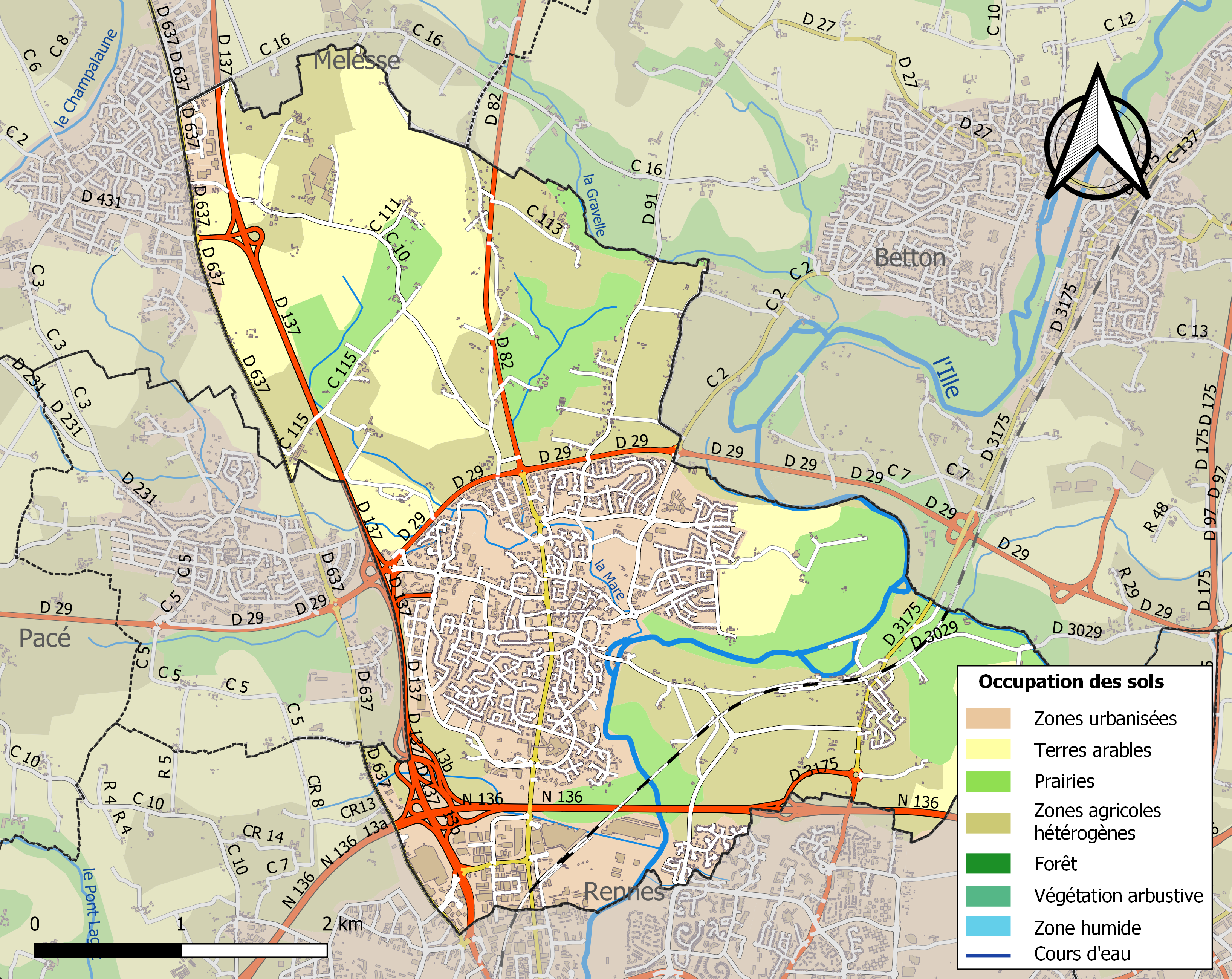
Kaart van de gemeente met belangrijkste infrastructuur, bodemgebruik en omliggende gemeenten

## Demografie
Onderstaande figuur toont het verloop van het inwonertal (bron: INSEE-tellingen).